# Tanítanék Mozgalom
A Tanítanék Mozgalom egy civil szervezet, amelynek fő célja egyes, a magyarországi közoktatást érintő szakpolitikai javaslatok kidolgozása, képviselete, népszerűsítése, a kormányzati közoktatási döntések véleményezése. Szakmai hátterét a Civil Közoktatási Platform adja, melynek a Mozgalom tagszervezete. A mozgalom választott képviselői az alapítástól Törley Katalin, Pilz Olivér és 2016. szeptember 28-ig Pukli István, illetve 2016 októberétől Sulyok Blanka. 2022-ben országos megmozdulások kezdődtek. A tüntetések és megmozdulások szervezői többek között az EDF, a Tanítanék, az ADOM, a NoÁr és a két szakszervezet, a PSZ és a PDSZ.2022-ben néhány óra polgári engedetlenség miatt 23 év tanítás után Törley Katát (több társával együtt) kirúgták a Kölcsey Gimnáziumból. 2023-ban 29 év tanítás után Pilz Olivér nem fogadta el a státusztörvény miatti jogállásváltozást, ezért iskolájában megszűnt a munkaviszonya.

## Szakpolitikai álláspontja
A mozgalom álláspontja a 2016. december 26-án közzétett, hat részből álló tájékoztató videósorozatából ismerhető meg. A kisfilmekben pedagógusok, szakpolitikusok és egyéb oktatási szakemberek a mozgalom szószólói.
Ezek alapján elképzeléseik az alábbi hat csoportba sorolhatók:
- Gyermek- és személyközpontúság: a tanulásban a büntetés elkerülése helyett a siker elérése legyen a motiváció. Ennek érdekében az élményalapú, korszerű oktatás jelentőségét hangsúlyozzák.
- Esélyteremtés: csökkenteni kell a szegregációt a közoktatásban, ez ugyanis egyes társadalmi csoportokat már a közoktatásban kényszerpályára állít. Úgy vélik, hogy a túlterheltség csökkentése, a tanrend jelenleginél nagyobb liberalizációja mellett a lemaradók támogatása a megoldás a problémára.
- A tanulás megtanulása: véleményük szerint a lexikális tudás átadása helyett a kompetenciaalapú oktatás ad korszerű képzettséget, az oktatás gyakorlatiasabbá tehető a szabad tankönyvválasztás visszaállításával, emellett fontos, hogy a tanárok az elmélet mellett kellő mennyiségű gyakorlati ismeretet is átadhassanak.
- Egyenlőség: a mozgalom fontosnak tartja az iskolák demokratikusabb működését, ahol a tanárok és a pedagógusok kritikája is meghallgatásra talál, a tanár-szülő-diák viszonyt pedig nem alá-fölérendeltség, hanem partnerség jellemzi.
- Szabadság: véleményük szerint az iskolarendszer szabályozásai miatt túl sok a buktató, mely nehezíti a megfelelő képzettség megszerzését, és a pályaválasztást, ehelyett átlátható, átjárható, zsákutcamentes oktatási rendszerre van szükség.
- Önállóság: nézetük szerint az iskolai önállóság közelmúltbeli csökkentése elvette az iskolák lehetőségét attól, hogy saját oktatásuknak jó gazdái lehessenek, a központosított rendszer nem elégíti ki az iskolák egyéni igényeit, a helyi közösség helyett nem képes ellátni az átvett feladatokat.

## Szakmai tevékenysége

### Alapítás
A mozgalom alapításának közvetlen előzménye egy 2016. január 5-én nyilvánosságra hozott nyílt levél volt, melyben a Herman Ottó Gimnázium nevelőtestülete a közoktatási bírálatait foglalta össze.

### Közéleti szereplések
A Tanítanék képviselői először a Pedagógusok Szakszervezete által szervezett tüntetéseken szólaltak fel 2016. február 3-án Miskolcon, illetve 2016. február 13-án Budapesten.[forrás?]
2016. március 15-én nagyszabású közoktatási demonstrációt szerveztek, melyhez több mint 25 (más forrás szerint 80-nál is több) civil szervezet és szakszervezet csatlakozott. A tüntetésen legalább 30 000-en vettek részt. A szervezet esős időben tartott tüntetései, illetve Klinghammer István felsőoktatási államtitkár korábbi, kockás inges tanárokra tett megjegyzése elleni tiltakozás miatt lett a mozgalom jelképe az esernyő és a kockás ing.
2016. március 30-án polgári engedetlenségi akciót kezdeményeztek, melynek keretében az akcióban részt vevők reggel 8 és 9 óra között munkabeszüntetést tartottak. A megmozdulást, melyhez a PDSZ és a PSZ is munkabeszüntetési felhívásokkal csatlakozott, a Tanítanék képviselői sikeresnek minősítették.
2016. június 11-én, a Március 15. térről indulva több ezer fős „bizonyítványosztó” pedagógustüntetést tartottak, melyen a kormány oktatáspolitikáját bírálták. A fővárosi eseményekkel párhuzamosan más városokban is voltak megmozdulások.Az EMMI közleménye szerint a tüntetésen azok a pedagógusok vesznek részt, akik elutasították a szakmai párbeszédet.
2016 szeptemberében, tanévkezdéskor jelentették meg a Szeptemberi kiáltványt, melyben az oktatáspolitikai kritika mellett egyéb társadalmi problémákat is felvetettek, pl. gyermekéhezés, elkallódó fiatalok, az egészségügy állapota, szegénység, sajtószabadság. E hónap végén felszólaltak a „Lásd meg az embert” tüntetésen, ahol a kormány menekültügyi politikájának oktatási-nevelési hatásaira hívják fel a figyelmet. Az akcióval egyet nem értő Pukli István, korábbi alapító ekkor kilépett a mozgalomból.
A 2016-os PISA-teszt gyenge eredménye miatt ez év végén több akciót is szerveztek. 2016 december 12-én gyertyát gyújtottak a miskolci Herman Ottó Gimnáziumnál, továbbá december 19-ére „Országos fekete-kockás napot” hirdettek, mellyel a közoktatás rossz helyzetére, és az öt évvel korábban hozott köznevelési törvény gyengeségeire kívánták felhívni a figyelmet. Az akcióhoz pedagógus- és diákszervezetek csatlakoztak. Ugyanezen a napon „Több fényt! - Gyertyagyújtás és tüntetés az oktatás szabadságáért, gyermekeink és az ország jövőjéért” címmel kb. 1500 fős tüntetést és gyertyagyújtást szerveztek a Kossuth térre, melyen a gyenge PISA-eredménye miatt Balogh Zoltán emberi erőforrások minisztere lemondását, és önálló oktatási tárca felállítását követelték, illetve bemutatták a közoktatási koncepciójukat ismertető Kockás Könyvet.
A CKP tagja, Nahalka István egyetemi oktató, oktatáskutató tiltakozott Németh Szilárd 2017. január 10-i nyilatkozata ellen, miszerint egyes kormánykritikus civil szervezetek szigorúbb ellenőrzésére lenne szükség, és amelyben nevesítette a Tanítanék Mozgalmat és a Történelemtanárok Egyletét is. 2017. február 5-én „Most mirajtunk a sor” címmel tartottak demonstrációt a Kossuth téren. Az EMMI oktatásért felelős államtitkársága közleményben bírálta az eseményt szervezőket, miszerint politikai célra használják fel az oktatáspolitika ügyét, illetve hogy „amíg ők tüntetnek, a kormány cselekszik”. Ez alkalommal a Tanítanék Mozgalom a Civil Közoktatási Platformmal együtt állt ki azon civil szervezetek mellett, melyeket szerintük a kormány bizonyos civil szervezetek elleni kampánya veszélyeztet.
2017. március 30-án polgári engedetlenségi akciót szerveztek az EMMI elé a szakképzési érettségi visszásságai, az oktatási jogok biztosa, Aáry-Tamás Lajos által is törvénytelennek tartott változtatásai miatt.
2017 júniusában levélben tiltakoztak Áder Jánosnál és az oktatási ombudsmannál a köznevelési törvény beilleszkedési, tanulási, magatartási nehézséggel küzdő gyermekekre vonatkozó módosításával kapcsolatban. Június 6-án „Van egy álmom” címmel lufis flashmobot tartottak a Sándor-palota előtt, hogy a köztársasági elnök ne írja alá a törvénymódosítást. Mivel Áder János aláírta azt, ezért 2017. június 12-én a mozgalom csatlakozott az LMP alkotmánybírósági beadványához, melynek célja a köznevelési törvény módosításának visszavonása volt. A mozgalom videóüzenetben kérte az ellenzéki képviselőket ennek támogatására.[forrás?]
Ugyanebben a hónapban a március 30-i akció folytatásaként a TASZ-szal együttműködve jogsegélynyújtást ajánlottak fel azoknak a fiataloknak, akiket hátrányosan érintett a szakmai érettségi vizsgák átalakítása.[forrás?]
2017. július 24-én a mozgalom a Nemzeti Pedagóguskarral együtt bírálta a megelőző időszak vitatott intézményvezetői kinevezéseit, illetve kérték az elutasított pályázatok indoklását.
A szervezet 2018. január 28-án „Békét és szabadságot az iskolákban!” címmel kb. 1000–1500 fős tüntetést szervezett a Kossuth térre, melyhez csatlakozott a Pedagógusok Szakszervezete, a Pedagógusok Demokratikus Szakszervezete, a Felsőoktatási Dolgozók Szakszervezete és az Oktatói Hálózat is. Tiltakoztak többek között az EMMI Honvédelmi Intézkedési Tervére vonatkozó, az iskoláknak szóló felhívás, illetve az iskolákban elrendelt nyilatkozási tilalom ellen, emellett a kormány oktatáspolitikáját bírálták. A tüntetésén jelentették be, hogy három hónapos egyeztetéssorozat után elkészült az Oktatási minimum című oktatáspolitikai koncepció. A koncepció megvalósítására vonatkozó közös nyilatkozatot január 24-én írta alá kilenc ellenzéki párt.

### Oktatási minimum
A Tanítanék Mozgalom az Oktatói Hálózattal, mint felsőoktatási civil partnerrel együttműködve kezdeményezte 2017. november 11. és 2018. január 24. között, hogy a politikai pártok egy közös oktatáspolitikai állásfoglalást alkossanak. Az egyeztetéseken a DK, az Együtt, az LMP, a Liberálisok, az MSZP, a MoMa, a Momentum, a PM, és az Új Kezdet Párt vett részt, akik 2018. február 5-én nyilatkozatot írtak alá a közösen lefektetett oktatási alapelvek későbbi képviseletéről. A megkeresésre a kormánypártok nem reagáltak.

### A 2022-es pedagógus-tüntetések
Szeptember 30-án, pénteken, a Belső-Pesti Tankerületi Központ három munkatársa azonnali hatályú felmondást tartalmazó határozatokat tartalmazó leveleket kézbesített a budapesti Kölcsey Ferenc Gimnázium öt tanárának, köztük Törley Katalinnak, a Tanítanék Mozgalom vezetőjének, és Palya Tamásnak, a Közalkalmazotti Tanács Elnökének. Fazekas Csaba igazgató szerint a Kölcsey Ferenc Gimnáziuma kirúgásokkal öt kiváló tanárát veszítette el.

### Kockáskör és találkozók
A Tanítanék Mozgalom más oktatáspolitikai civil szervezetekkel együttműködve találkozókat, kerekasztal-beszélgetéseket szervez, ahol ezen szervezetek tagjai megismerhetik egymás álláspontját, tapasztalatot cserélhetnek.

## Bírálatok
Az Origo.hu internetes hírportál szerint a Tanítanék Mozgalom az oktatásügyet politikai célokra használja, a szervezetet pedig egy Soros Györgyhöz köthető szervezet támogatja. A cikk állításait a Tanítanék Mozgalom és a CKP közleményben cáfolta, és helyreigazítást kért. A mozgalomról a 2017. február 5-én tartott tüntetésükkel kapcsolatban az EMMI oktatásért felelős államtitkársága által kiadott közleményben úgy fogalmaznak, hogy a Tanítanék az oktatás ügyét politikai célokra használja.

## Díjak
- Magyar Civil Becsületrend (2023)
- Európai Polgár díj (2023)
- Pro Urbe Budapest (2023)[40]